# جیک لاپین
جیک لاپین (انگلیسی: Jake Lappin؛ زادهٔ ۱۱ سپتامبر ۱۹۹۲) ورزشکار دو و میدانی اهل استرالیا است. او در مسابقات پارالمپیک تابستانی ۲۰۱۲ و ۲۰۱۶ حضور داشت.